# Chamaemyia fumicosta
Chamaemyia fumicosta är en tvåvingeart som beskrevs av Malloch 1940. Chamaemyia fumicosta ingår i släktet Chamaemyia och familjen markflugor.
Artens utbredningsområde är Arizona. Inga underarter finns listade i Catalogue of Life.